# Bob ai VI Giochi olimpici invernali - Bob a quattro maschile
La gara di bob a quattro maschile ai VI Giochi olimpici invernali si è disputata tra il 21 e il 22 gennaio a Oslo.

## Atleti iscritti
| America (12)                                            | America (12)                               |
| ------------------------------------------------------- | ------------------------------------------ |
| - Argentina (4)                                         | - Stati Uniti (8)                          |
| Europa (48)                                             |                                            |
| - Austria (8) - Francia (4) - Germania (4) - Italia (8) | - Norvegia (8) - Svezia (8) - Svizzera (8) |

## Risultati
| Pos. | Nazione        | Atleti                                                                          | Manche1 | Manche2 | Manche3 | Manche4 | Totale  | Distacco |
| ---- | -------------- | ------------------------------------------------------------------------------- | ------- | ------- | ------- | ------- | ------- | -------- |
|      | Germania I     | Andreas Ostler Friedrich Kuhn Lorenz Nieberl Franz Kemser                       | 1:16.84 | 1:17.57 | 1:16.55 | 1:16.86 | 5:07.84 |          |
|      | Stati Uniti I  | Stanley Benham Patrick Henry Martin Howard Wallace Crossett James Neil Atkinson | 1:17.44 | 1:17.78 | 1:16.72 | 1:18.54 | 5:10.48 | +2.64    |
|      | Svizzera I     | Fritz Feierabend Albert Madörin André Filippini Stephan Waser                   | 1:18.67 | 1:18.08 | 1:17.40 | 1:17.55 | 5:11.70 | +3.86    |
| 4    | Svizzera II    | Felix Endrich Fritz Stöckli Franz Kapus Werner Spring                           | 1:17.75 | 1:19.45 | 1:17.88 | 1:18.90 | 5:13.98 | +6.14    |
| 5    | Austria I      | Karl Wagner Franz Eckhardt Hermann Palka Paul Aste                              | 1:19.34 | 1:18.91 | 1:18.27 | 1:18.22 | 5:14.74 | +6.90    |
| 6    | Svezia I       | Kjell Holmström Felix Fernström Nils Landgren Jan Lapidoth                      | 1:19.11 | 1:19.90 | 1:17.28 | 1:18.72 | 5:15.01 | +7.17    |
| 7    | Svezia II      | Gunnar Åhs Börje Ekedahl Lennart Sandin Gunnar Garpö                            | 1:18.84 | 1:19.93 | 1:18.66 | 1:20.43 | 5:17.86 | +10.02   |
| 8    | Argentina I    | Carlos Tomasi Robert Bordeu Carlos Sareisian Héctor Tomasi                      | 1:20.15 | 1:19.81 | 1:19.35 | 1:19.54 | 5:18.85 | +11.01   |
| 9    | Stati Uniti II | James Bickford Hubert Miller Maurice R. Severino Joseph Scott                   | 1:19.13 | 1:19.97 | 1:19.49 | 1:21.09 | 5:19.68 | +11.84   |
| 10   | Italia I       | Alberto Della Beffa Sandro Rasini Dario Colombi Dario Poggi                     | 1:20.02 | 1:21.39 | 1:18.86 | 1:19.65 | 5:19.92 | +12.08   |
| 11   | Francia I      | André Robin Joseph Chatelus Louis Saint-Calbre Henri Rivière                    | 1:18.90 | 1:19.91 | 1:19.18 | 1:22.75 | 5:20.74 | +12.90   |
| 12   | Norvegia I     | Arne Holst Trygve Brudevold Curt James Haydn Kåre Christiansen                  | 1:20.05 | 1:19.93 | 1:19.98 | 1:21.40 | 5:21.36 | +13.52   |
| 13   | Norvegia II    | Reidar Alveberg Anders Hveem Arne Røgden Gunnar Thoresen                        | 1:21.53 | 1:21.18 | 1:20.77 | 1:20.99 | 5:24.47 | +16.63   |
| 14   | Italia II      | Umberto Gilarduzzi Michele Alverà Vittorio Folonari Luigi Cavalieri             | 1:21.23 | 1:21.35 | 1:21.64 | 1:21.76 | 5:25.98 | +17.14   |
|      | Austria II     | Kurt Loserth Wilfried Thurner Franz Kneissl Heinz Hoppichler                    | 1:19.51 | 1:20.25 | 1:20.44 | DNF     |         |          |